# غريغ تيت
غريغ تيت (بالإنجليزية: Greg Tate)‏ هو كاتب وصحفي أمريكي، (ولد في دايتون في الولايات المتحدة 1957 – 2021 م).

## وصلات خارجية
- غريغ تيت على موقع IMDb (الإنجليزية)
- غريغ تيت على موقع ميوزك برينز (الإنجليزية)
- غريغ تيت على موقع ديسكوغز (الإنجليزية)